# Arrayán
Arrayán va ser una sèrie de televisió, produïda per Linze TV per a Canal Sur. La sèrie es va emetre, amb gran èxit d'audiència, des del 3 de febrer de 2001 fins al 9 de gener de 2013. La durada de cada capítol era d'aproximadament entre 25 i 30 minuts, i s'emetia de dilluns a dijous a les 21.45 h si bé va haver-hi temporades en les quals va arribar a emetre's també els diumenges.

## Història
La història transcorre en un hotel de luxe existent en una localitat fictícia (encara que es roda en la localitat malaguenya de Coín), de la costa andalusa, anomenat "Hotel Arrayán". D. Germán Santistéban, el seu creador i director durant dècades, es jubilarà; tanmateix, mor assassinat. Això inicia tota una cadena d'esdeveniments.
La sèrie va tenir multitud d'històries i personatges diferents al llarg dels anys, sent l'únic context comú en tota la seva trajectòria la vida quotidiana a l'hotel, la dels seus treballadors i la relació amb altres empleats i amb els clients.
Ha estat un trampolí per a molts actors andalusos, així com ha comptat amb la participació de reconeguts actors del panorama nacional espanyol, no sols l'andalús.
El 9 de gener de 2013 es van emetre els 5 últims capítols de la sèrie, posant punt final a la segona sèrie més duradora de la televisió a Espanya fins al moment, després de la basca Goenkale.

## Èxit
La sèrie es va convertir en un èxit, i com a prova és haver rebut diversos premis,el més destacat el Premi Ondas en 2005 a la mejor serie española "por haber sido pionera en el género de ficción televisiva diaria en prime-time con un éxito destacado".

## Directors i realitzadors
- Tito Rojas: Director
- Antonio Hens: Director
- Ismael Morillo: Director
- Carlos Ruz: Director-Realitzador
- JJ.Cortés: Director-Realitzador
- Eva Bermúdez: Director-Realitzador
- José María Martín Yeste: Director-Realitzador
- Jaime D. Triviño: Director-Realitzador
- Alicia Toré: Director-Realitzador
- Francisco Fernandez Franco: Director-Realitzador

## Actors principals i personatges
- Raquel Infante: Sole (2002–2004, 2007–2008, 2012–2013)
- Eva Pedraza: Charo Valverde/Rocío Valverde (2003–2007, 2010)
- Susana Córdoba: Sofía (2001–2002, 2008–2011)
- Silvia Medina: Raquel (2004–2006, 2007)
- Remedios Cervantes: Pilar Torres (2001–2003)
- Miguel de Miguel: Yeray (2002–2003, 2005–2008)
- José Manuel Seda: Pablo Santisteban (2001–2002)
- Cuca Escribano: Teresa (2001–2002)
- Aníbal Soto: Eloy (2003–2005)
- Salvador Guerrero: Mario (2002–2004, 2006–2007)
- Carolina Cerezuela: Julia (2003–2004)
- Miguel Hermoso Arnao: Román (2012–2013)
- Manuel San Martín: Diego (2004–2005)
- Ricardo Arroyo: Mateo Sevilla (2001–2002, 2004–2005)
- Ramón Esquinas: Héctor (2004–2005)
- Antonio Pagudo: Juan (2004–2005)
- Juan Gea: Sergio Bolívar (2006–2007)
- Jaime Puerta: Iván García Palacios (2006–2007)
- Rocío Peláez: Alba (2006–2008)
- Anmi Lamar: Isra (2006–2008)
- Cristina Alarcón: Paula Villar (2006–2008)
- Sergio Mur: Alberto (2008–2009)
- Lola Manzanares: Montse (2009–2010)
- Iván Gisbert: Martín (2009–2010)
- Mighello Blanco: Julián (2010–2011)
- Aleix Albareda: Jorge del Valle (2009–2010)
- Jesús Cabrero: Carlos (2012–2013)
- Roberto San Martín: Alberto de Villena (2012–2013)
- Mariano Peña: Lorenzo (2001–2002)
- Puchi Lagarde: Livia (2002–2003)
- Noemí Martínez: Alejandra (2002–2003)
- Juan Carlos Villanueva: Domingo Morales (2004–2005)
- Ana Velázquez: Rocío Morales (2004–2006)
- Mauricio Bautista: Santiago (2004–2005)
- Raúl Zajdner: Vicente Morales (2004–2005)
- Beatriz Catalán: Irene (2001–2002, 2004–2005)
- Inés Sájara: Blanca (2006–2007)
- Rebeca Torres: Noelia Pineda (2007–2008)
- Pedro Rebollo: Pedro Tejada (2007–2008)
- Ibai Sánchez: Mar (2007–2008)
- Bermu Díaz: Jorge (2007–2008)
- Nicolás Vega: Ricardo Modet (2007–2008)
- Estefanía Sandoval: Marina (2007–2013)
- Carlos Madrigal: Gonzalo (2009)
- Juan Jesús Valverde: Constantino del Castillo (2010–2013)
- Paco Racionero: Práxedes Mateo Morales (2010–2011)
- Marta Eguía: Nerea (2010–2011)
- Celine Fabra: Marta (2011–2013)
- Sofía Mazagatos: Nuria Galán (2003–2004)
- Luis Fernández: David (2003–2004)
- Antonio Garrido: Víctor Fortuny (2004)
- Manolo Solo: Marcelo (2004)
- Marisol Membrillo: Caridad (2002–2004)
- Mirtha Ibarra: Vicky (2004–2005)
- Germán Cobos: Arturo (2001–2005)
- Agustín González: Don Germán (2001)
- Máximo Valverde: Cayetano (2002–2003)
- Fabiola Toledo: Rosa Villalobos (2004–2007)
- Concha Goyanes: Leonor (2009–2013)
- Paula Sebastián: Bárbara (2010–2011)
- Maria Garralon: Loreto (2011–2012)
- Pablo Puyol: Hugo (2012–2013)
- Raquel Meroño: Begoña (2012–2013)
- Santiago Meléndez: José Luis (2001–2002)
- Micaela Quesada: Bárbara (2001–2002)
- Gracia Carvajal: Emilia (2001–2002)
- Manuel Roldán: Abel (2002–2003)
- Isabelle Coursin: Ana (2002–2003)
- Maribel Chica: Verónica (2006–2007)
- María José Torvisco: Macarena (2006–2007)
- Javier Márquez: Felipe (2006–2008)
- Sauce Ena: Lucía Reyes (2006–2010)
- Jesús Carrillo: Gustavo (2009–2013)
- María Delgado: Isabel (2003, 2008–2013)
- Raúl Solís: Rodrigo del Valle (2010–2012)
- Ángel Jodra: Venancio (2010–2011)
- Juanma Lara: Matute (2012–2013)
- Alberto Ferreiro: Lolo (2011–2013)
- Sara Sálamo (2012)/Ana Rujas (2012–2013): Esther (neboda d'Isabel)
- Àlex Casademunt: Pablo Gálvez (2008–2010)
- Rocío Madrid: Sandra (2006–2009)
- Carlos Castel: Daniel Santisteban (2001)
- Alberto Amarilla: Jorge (2001–2002)
- Inma Molina: Silvia (2001–2002)
- Nuria Benet: Paula (2010–2011)
- Paula Meliveo: Susana (2009–2013)
- Rebeca Tébar: Manoli (2011–2013)
- Alfonsa Rosso: Paqui (2001–2002)
- Mónica Cruz: Mónica (2001)
- Joaquín Luna: Andrés (2001–2002)
- Pepe Salas: Florentino (2001–2003)
- Victoria Mora: Carolina (2002–2003)
- Fernanda Otero: Fernanda (2002–2003)
- Julio Pereira: César (2002–2003)
- Emilio Buale: René (2001–2002)
- Moncho S. Diezma: Lucena (2001–2002)
- Candela Fernández: Laura (2001–2003)
- Pedro Segura: Juanje (2001–2002)
- Fanny de Castro: Rosario (2002–2003)
- Esteban Jiménez: Roberto (2002–2003)
- Maggie Civantos: Angélica (2012–2013)
- Virginia Nölting: Teresa Pons (2010–2013)
- José María del Castillo: Tomás (2008)
- Guillermo Vallverdú: Javier (2010)
- Antonio Salazar Luque: Cati (2001–2002)
- Alejandro Navamuel: Antonio Rivas (2007)
- Daniel Delevin: Detective Alonso (2011)
- Nuhr Jojo: Menchu (2007)
- Antonio Zafra: Pepe (2010)
- Rocío Rubio: Elena Duarte (2008)
- Álvaro Morte: Tomás Méndez Prados (2005)
- Inma Pérez-Quirós: Ana Prados (2005)
- Eloi Yebra: Quique Montes (2011)
- Concha Galán: Otilia Andrade (2011)
- Andrea Dueso: Dolores Romero Andrade (2011)
- Aurelio Trillo: Pedro Méndez Prados (2008)
- Roberto Correcher: Lázaro (2011)
- Eduardo Velasco: Ernesto Mendoza (2011)
- Pedro Cunha: Benja (2011)
- Ismael Román Moreno y David De Gea: Asier (2011)
- Nuria Herrero: Angie (2010–2012)
- Rubén Sanz: Alejandro Mercader (2011–2012)
- Mercedes Salazar: Camila (2011–2012)
- Liberto Rabal: Tony (2011–2012)
- Fernando Ramallo: Diego (2011–2012)
- Aída De La Cruz: Valentina (2011–2012)
- Enrique Alcides: Juan Contreras (2011–2012)
- Julián Martínez: Bermúdez (2011–2012)
- Antonio Velázquez: Eloy (jove) (2004)
- Vicente Romero: Nicolás (2004)
- Mari Cielo Pajares: Marga (2004)
- Manuel Ángel Jiménez: Abogado (2011–2012)
- Daniel Dewald: Carlos (2008)
- Alberto Iglesias: Enrique (2011–2012)
- Manuel Valenzuela: Inspector Miralles (2011–2012)
- Francisco Conde: César (2011)
- Enrique Asenjo: Rafael (2012)
- Sofía Monreal: Sara (2012)
- Javier Ambrossi: Jessie (2012)
- Eduardo Rocha: Nelson (2006–2009)
- Georbis Martínez: Zambrano (2012)
- David García-Intriago: Miguel Ángel (2010–2012)
- Miguel Ramiro: Armando (2009)
- María Jesús Hoyos: Nuria (2012)
- María José Barroso: Doctora Laura Hinojosa (2012)
- Carlos Rodríguez: Fidel (2012)
- Carlos Cabero: Rafa (2006–2007)
- Raúl Sanz: Santos (2009–2011)
- David Carrillo: Carlos (2012–2013)
- Rosibel Vindel: Eliana (2009)
- Israel Rodríguez: Daniel Rodríguez-Bofarull (2009)
- Rafael Reaño: José María (2009)
- Antonio Navarro: Víctor (2009)
- Alba Ferrara: María Luisa García (2006)
- Antonio Ibañez: Santiago (2010)
- Ángel Caballero: Adrián (2011)
- Luis Hostalot: Andrés del Valle (2010)
- Elena de Frutos: Maya (2010)
- Javier Alcina: Dionisio Nally (2006)
- Eloína Marcos: Susi (2005)
- Juan Ceacero: Alfredo (2005)
- Israel Frías: Salvador (2005–2006)
- Eva Almaya: Miriam (2005–2006)
- Alejandro Sigüenza: Gabriel Palacios (2005)
- Pablo Rojas: Joaquín (2003,2005)
- Paco Morales: Álvaro Montesdeoca (2002)
- Araceli Campos (2004–2005)
- Alberto Martín (2004–2005)
- Asunción Galiano (2004–2005)
- Jorge Páez (2010–2011)
- Claudia Gravi (2010–2011)
- Claudia Molina (2012)
- Rey Montesinos (2011–2013)
- Juan Alberto López (2012)
- Juan Ripoll (2011–2012)
- Inés Díaz (2012)
- Ana Ruiz (2005)
- Joaquín Núñez (2011)
- Adelfa Calvo (2010)
- José Manuel Poga (2010)
- Antonio Reyes (2004)
- Marco de Paula (2004)

## Rodatge
El rodatge parteix dels guions creats per un equip de fins a 15 guionistes, que desenvolupen les diferents trames plantejades anteriorment, independents però amb petits nexes d'unió entre elles. L'enregistrament es realitza per la productora Linze Tv en els estudis de Loasur Audiovisual, instal·lats en Coín (a uns 30 km de Màlaga), lloc on ja es van gravar en el seu moment altres sèries com "Plaza alta". també per a Canal Sud 1.

## Guionistes
Arturo Cid, Ignacio García, Nuria Lucena, Victoria Román, Santiago Tabuenca, Susana Prieto, Juan Larrondo, Fátima Martín, Marta Azcona, Eduardo Galdo, Angel Galdo, Salvador Perpiñá, Leslie Wilhelmi, María Helena Portas, Tacho González, Marco Tulio Socorro i Virginia Yagüe.

## Personal tècnic
A més dels actors, la sèrie compta amb un gran equip tècnic, actualment més de 175 persones. Molts d'ells són joves recentment llicenciats en la Universitat.
A més del personal en estudi, també hi ha un equip d'enregistrament en exteriors per a moltes de les seqüències de la sèrie.

## Sintonies
La primera sintonia d' Arrayán va ser una melodia instrumental creada específicament per a la sèrie i titulada He reservado una habitación. Posteriorment, són molts els cantants i grups musicals andalusos que han posat la seva veu a la capçalera de la sèrie, fins i tot per a alguns d'ells va ser el trampolí que els va donar a conèixer. Les cançons que, al llarg dels anys, van acompanyar a la capçalera d'"Arrayán" van ser la versió lenta de "No me pidas más amor", "Abre tu mente" i "Loca" de Merche, "Devuélveme la vida" de Miguel Céspedes, "Dame cariño" de Radio Macandé, "Yo te haría una casita" i "Nena" de Decai, "Búscate un hombre que te quiera" i "A mí na má" d'El Arrebato, "La vida da vueltas" de Cortés, "Y ahora" de Manuel Carrasco, "Un día redondo" de La guardia, "Tus ojitos" i "Me compartiría" d'Antonio Romero, "Mentías" de Juan Peña, "Tengo un amor" de Gala Évora, "Tienda de muñecas" de Lukas con K i "Quiero que estés aquí" de María Villalón.

## Spin-offs
Eva Pedraza va ser durant 4 anys la protagonista d'"Arrayán", interpretant el paper de Charo Valverde. A causa de l'èxit d'aquest personatge, en 2007 es va crear un spin-off, Rocío, casi madre, sèrie setmanal protagonitzada per Rocío Valverde, la germana bessona de Charo, a qui també donava vida Pedraza. En aquesta sèrie es van donar a conèixer diversos actors que més tard farien el salt a la televisió nacional com Alejandro Albarracín, Patricia Montero o Víctor Sevilla. Malgrat el bon acolliment en audiències, per a la segona temporada la productora va decidir donar un canvi radical a la sèrie, abandonant el dramatisme de la sèrie mare i la primera temporada, i transformant la ficció en una comèdia. Per a això, es va incorporar com co-protagonista a Paz Padilla com a Flor, cosina i enemiga de Rocío, i la sèrie va passar a dir-se Ponme una nube, Rocío, convertint-se així en el spin-off del spin-off